# Бойові ракетні комплекси ДКБ «Південне»
Бойові ракетні комплекси розробки ДКБ «Південне» створювалися за часів СРСР для доставки ядерних зарядів на територію «потенційного противника».

## Передумови

### Дальні бомбардувальники
Після Другої світової війни з урахуванням її досвіду формувалися напрямки подальшого розвитку озброєнь. Під час війни стало очевидним, яке значення має знищення важливих об'єктів військового та економічного потенціалу в тилу противника. Для вирішення цих завдань використовувалися дальні бомбардувальники. З'явилося прагнення створити вид озброєння, який згодом назвали стратегічним наступальним озброєнням. Найважливішим елементом стратегічних наступальних озброєнь є носії ядерних боєприпасів різного типу. Першим зразком такого озброєння стали бомбардувальники США Б-29, кількість яких швидко нарощувалося.
1953 в СРСР був випробуваний термоядерний заряд і таким чином створено перший основний елемент стратегічних наступальних озброєнь — ядерні боєприпаси. Після цього було необхідно створити носії. Основними вимогами до них на той час були: дальність дії, близька до міжконтинентальної; маса ядерного бойового блоку — понад тонну; відхилення від точки прицілювання — не більше кількох кілометрів. Такі вимоги могли бути виконані бомбардувальниками, окрім дальності дії. Цей недолік можна було компенсувати наближенням до мети базових аеродромів, як і робили ВПС США.
Для СРСР такий шлях був неприйнятний через відсутність до початку 1950-х років важких бомбардувальників і баз для них поблизу кордонів ймовірних противників. Крім того, недоліками бомбардувальників були тривалість польоту до мети та вразливість для засобів протиповітряної оборони. Тому і в СРСР, і в США в перші повоєнні роки було визнано за необхідне створення балістичних ракет дальньої дії.

### Ракети
У 2-й світовій війні в арміях низки країн перебували на озброєнні бойові реактивні снаряди на бездимному поросі. Але їхні основні характеристики були на один-два порядки нижче від необхідних для носіїв стратегічних наступальних озброєнь, тому створення балістичних ракет дальньої дії на основі їхнього вдосконалення було неможливо.
Фахівці зауважили, що використання двигунів на рідкому паливі може забезпечити істотне збільшення швидкості і дальності польоту ракет через більший запас енергії рідких палив, ніж у порохів, тому ракети з рідинними ракетними двигунами будуть мати кращі масові характеристики.
Найінтенсивніші дослідження і розробки рідинних ракетних двигунів і ракет на їх основі відбувалися в Німеччині, починаючи з 1930-х років. Створення ракети А-4 в першій половині 1940-х років було видатним досягненням на шляху розвитку нового виду озброєння. Тому єдиним зразком ракети часів кінця війни, яка могла розглядатися як прототип балістичних ракет дальньої дії, була ракета Німеччини А-4, відома як «Фау-2». У ракеті А-4 використовувалися рідкі компоненти палива: етиловий спирт і кисень. В СРСР і США звернули особливу увагу на цю ракету і вжили заходів для отримання всіх наявних відомостей і матеріалів, що дозволяють максимально використовувати німецький досвід при створенні балістичних ракет дальньої дії.
Почалися роботи з вивчення радянськими фахівцями німецької ракетної техніки на території Східної Європи, що завершилися виходом 1946 постанови уряду про розвиток реактивного озброєння, створення науково-дослідницьких інститутів, конструкторських бюро, випробувальних центрів і виділення дослідницьких заводів.

### Перше покоління бойових ракет
Головною організацією з балістичних ракет дальньої дії був визначений НДІ-88, де розробку очолив Сергій Корольов. Під його керівництвом з використанням досвіду німецьких фахівців була відтворена німецька ракета А-4, названа Р-1, розроблена ракета Р-2, проектувалася перша стратегічна ракета Р-5 і її варіант з ядерним бойовим блоком-Р-5М.
Паливо з використанням зрідженого кисню, що застосовувалося в ракетах Р-1, Р-2, Р-5М, було зручним для створення перших балістичних ракет дальньої дії. Кисень — потужний окислювач і використання його з ефективним пальним дозволяє отримати високий питомий імпульс. Кисень і спирт не агресивні, що полегшує випробування та експлуатацію двигунів і ракет. Ці компоненти дешеві, їхнє масове виробництво вже було освоєно. Цими перевагами і визначається вибір палива для перших балістичних ракет дальньої дії і міжконтинентальних балістичних ракет.
Однак таке паливо має істотний недолік, що робить недоцільним застосування його в бойових ракетах, — рідкий кисень потрібно постійно зберігати на бойовій позиції в спеціальних цистернах. Ракета не може довготривало перебувати заправленою, а поповнення цистерн, з яких випаровується кисень, має відбуватися на розташованому неподалік кисневому заводі, тому стартовий комплекс стає громіздким, а його маскування ускладнюється. Підготовка такої ракети до запуску складна, довготривала, боєготовність ракетного комплексу вкрай низька.
Певним недоліком ракет Р-2, Р-5, Р-7, Р-9 було також застосування на них незахищених від зовнішніх перешкод систем бічної радіокорекції і радіоуправління дальністю, що вимагли розміщення в районі старту двох радіолокаційних станцій та пункту радіоуправління.
Зважаючи на це, Управління начальника реактивного озброєння, що замовляло та експлуатувало бойові ракети, вимагало, щоб майбутні ракети були перешкодозахищеними, зберігалися приховано й були максимально готовими до запуску.
Почалися дослідження можливості створення балістичних ракет дальньої дії з двигунами, що працюють на висококиплячих компонентах палива, які довго зберігаються. Освоєння таких палив виявилося складним, але висококиплячі компоненти забезпечували тривале перебування ракети заправленою й істотно підвищити боєготовність.
У НДІ-88, де в рамках спеціальної науково-дослідної теми розглядалася ефективність різних компонентів палива, послідовним прихильником ідеї використання висококиплячих компонентів палива був Михайло Янгель. На початку 1950-х років він працював заступником Головного конструктора ОКБ-1, а потім директором і головним інженером НДІ-88. У цей період була розроблена перша оперативно-тактична ракета СРСР на висококиплячому паливі — Р-11. При однаковій дальності стрільби з ракетою Р-1, вона мала вдвічі меншу стартову масу і вдвічі вищу боєготовність.

### Друге покоління бойових ракет
При випробуваннях перших ракет ОКБ-586 виявилося, що не були повністю використані можливості висококиплячих компонентів палива, час перебування в заправленому стані не перевищував одного місяця. На приведення ракет до стану повної готовності до запуску були потрібні десятки хвилин, і навіть години залежно від початкових умов.
Тому ОКБ-586 в кінці 1950-х запропонувало модернізувати всі три види своїх перших ракет, позначивши їх відповідно: Р-22, Р-24 і Р-26. Перша цифра символізувала другий етап у розробках стратегічних ракет ОКБ-586, друга — вказувала на спадкоємність з попередньою ракетою аналогічної дальності стрільби. Головною новою якістю у них було ампулізоване виконання паливних ємностей і можливість перебування в заправленому стані до одного року. Крім того, пропоновані технологічні та конструктивні удосконалення забезпечували значне зменшення габаритів, стартових мас і вартості виготовлення.
Уряд не вважав можливим піти на такий крок, оскільки на п'яти заводах повним ходом готувалися до масового виробництва ракет Р-12, Р-14 та Р-16. Винятки було зроблено для ракети Р-26, розробка якої була доручена ОКБ-586 в травні 1960 для заміни ракети Р-16.
У цей час у США створювалася міжконтинентальна балістична ракета на висококиплячих компонентах палива  «Титан-2» шахтного базування, здатна нести ядерний заряд великої потужності. В СРСР носія для ядерного бойового блоку такого класу не було, але існував надпотужний термоядерний заряд. У ракетних конструкторських бюро почалися розробки потужних ракет важкого і надважкого класів для доставки заряду.
В ОКБ-1 проектували наддалеку триступеневу глобальну ракету ГР-1. ОКБ-52, підкріплене доданими йому колишніми співробітниками КБ-8 Мясищева та Лавочкіна з прилеглими заводами і технічною документацією, переданої від ОКБ-1 і ОКБ-586, запропонувало три типи ракет: УР-100, УР-200 і УР-500. УР розшифровувалося як «універсальна ракета», а цифри вказували на приналежність до певного діапазону стартової маси ракети.
Ракета легкого класу УР-100 зі стартовою масою майже втричі меншою, ніж у ракети Р-16 і в півтора рази менш потужним зарядом головної частини одночасно пропонувалася для протиракетної оборони.
Ракета середнього клас УР-200 зі стартовою масою, як у ракети Р-1Б. Крім несення бойового заряду передбачалося використання її для виведення на орбіту штучних супутників Землі засобів протикосмічної оборони і глобальної морської розвідки.
Ракета УР-500 зі стартовою масою близько 600 т могла нести головну частину масою майже 20 т і також вирішувати космічні завдання.
Стратегічно СРСР прагнув вирішити два завдання: якнайшвидше максимально наростити загальну кількість міжконтинентальних балістичних ракет (у США 1962 була семикратна перевага) і створити ракету, здатну нести найпотужніший з наявних ядерних бойових блоків, долати розроблювану систему протиракетної оборони, тривалий час зберігатися заправленою при максимальній боєготовності.
Для виконання першого завдання була обрана ракета УР-100, що виготовлялася за прогресивною технологією, експлуатувалася ампулізованою у транспортно-пусковому контейнері з системою амортизації, довгостроково зберігається (кілька років) заправленою в шахтній пусковій установці спрощеного типу.
Виконання другого завдання було покладено на нову ракету Р-36, спроектовану ОКБ-586 у балістичному (8К67) і орбітальному (8К69) варіантах.
Ракети надважкого класу були переведені в розряд космічних. Подальше випробування ракет Р-26 і УР-200 було припинено. Усі прогресивні технічні рішення, випробувані на ракеті Р-26, були використані при створенні потужної ракети Р-36.

### Третє покоління бойових ракет
Наприкінці 1960-х — початку 1970-х в СРСР відбувся якісний стрибок у створенні стратегічних ракетних комплексів. Зусиллями багатьох науково-дослідницьких інститутів та конструкторських бюро різних галузей промисловості були розроблені мініатюрні пристрої цифрової обчислювальної техніки, високоточні командні прилади систем управління та прицілювання, ядерні заряди з високими питомими характеристиками, досконаліші рушійні установки, нові схеми зміцнення пускових установок, було виконано значний обсяг теоретичних і експериментальних робіт з ракетодінаміки.
Керівництво СРСР вирішило модернізувати ракетні комплекси Р-36 і УР-100, що складали основний потенціал Ракетних військ стратегічного призначення. Розробникам цих комплексів було доручено представити свої технічні пропозиції на конкурсних засадах.
Внаслідок виконання в 1967-1968 науково-дослідних робіт, ДКБ «Південне» спільно з низкою науково-дослідницьких інститутів та конструкторських бюро сформулювало п'ять основних принципів майбутньої модернізації стратегічних ракетних комплексів, реалізація яких мала забезпечити якісне підвищення їхньої бойової ефективності:
- Підвищення ймовірності виживання ракетних комплексів у будь-яких умовах бойових дій, зокрема при ядерному і неядерному впливах на них, зі забезпеченням подальших запусків ракет для завдання гарантованого удару у відповідь по цілях ймовірних противників;
- Підвищення ймовірності ураження найважливіших об'єктів і економічних районів на території ймовірних противників, захищених фортифікаційними засобами і перспективною системою протиракетної оборони, в умовах здійснення ударів у відповідь або на випередження;
- Збільшення періоду перебування ракетних комплексів у режимі автономії у небезпечний період і після отримання ними ненищівного удару;
- Скорочення тривалості установки ракетних комплексів на бойове чергування, а також тривалості виконання експлуатаційних операцій при одночасному скороченні чисельності обслуги на всіх етапах експлуатації комплексів.
- Збільшення гарантійного терміну експлуатації та міжрегламентного періоду експлуатації ракетних комплексів.

Ці принципи було покладено в основу технічних пропозицій з розробки трьох стратегічних стаціонарних ракетних комплексів з ракетами, що базуються в шахтних пускових установках з високою захищеністю від вражаючих факторів ядерного вибуху:
- Ракетний комплекс Р-З6М з рідинною ракетою, оснащеною роздільною головною частиною з десятьма бойовими блоками, або моноблочними головними частинами з набоями істотно більшої потужності, ніж у бойових блоків з роздільною головною частиною [2 варіанти];
- Ракетний комплекс УР-100 з рідинною ракетою, оснащеною моноблочною головною частиною;
- Ракетний комплекс РТ-23 із твердопаливною ракетою, оснащеною роздільною головною частиною з десятьма бойовими блоками.

Перші два комплекси мали замінити наявні комплекси з важкою ракетою 8К67 і легкою ракетою 8K84. Третій комплекс пропонувалося створити по готовності виробництва твердих сумішевих палив, великогабаритних зарядів з них, корпусів і соплових блоків ракетних двигунів з полімерних композиційних матеріалів.
Специфіка бойових завдань, умови бойового застосування міжконтинентальних балістичних ракет, масовість їхнього розгортання вимагали поліпшення таких характеристик:
- Ефективність бойового оснащення ракет;
- Точність стрільби та боєготовність;
- Захищеність пускових установок;
- Експлуатаційні властивості, надійність і гарантійні терміни експлуатації комплексу.

Технічні пропозиції щодо модернізації рідинних ракетних комплексів ДКБ «Південне» представило 1968. В основу пропозицій, доопрацьованих 1969, були покладені такі основні принципи, реалізовані в подальшій розробці:
- Розробка автономної системи управління на базі бортової цифрової обчислювальної машини та комплексу командних приладів підвищеної точності;
- Створення багатоблочної головної частини з індивідуальним наведенням бойових блоків у точки прицілювання;
- Створення малогабаритних бойових блоків з поліпшеними масовими і балістичними характеристиками, стійких до вражаючих чинників ядерного вибуху;
- Напрацювання комплексу засобів подолання протиракетної оборони супротивника, що має помилкові цілі, працездатні на позаатмосферній частині траєкторії і в атмосфері;
- Повна ампулізація паливних систем ступенів ракети;
- Експлуатація ракети на всіх етапах у транспортно-пусковому контейнері, розміщення на транспортно-пусковому контейнері всього технологічного обладнання та апаратури, необхідних при бойовому чергуванні і запуску ракети;
- Мінометний старт ракети з транспортно-пускового контейнеру, що розміщується в шахтній пусковій установці;
- Запуск двигунів ступенів ракети в невагомості, після виходу ракети з транспортно-пускового контейнеру;
- Принципово нова схема розміщення ракети в пусковій установці — підвіска її в системі амортизації, яка закріплюється у верхній частині шахтної споруди;
- Уніфікація будівельної частини пускової установки та командного пункту.

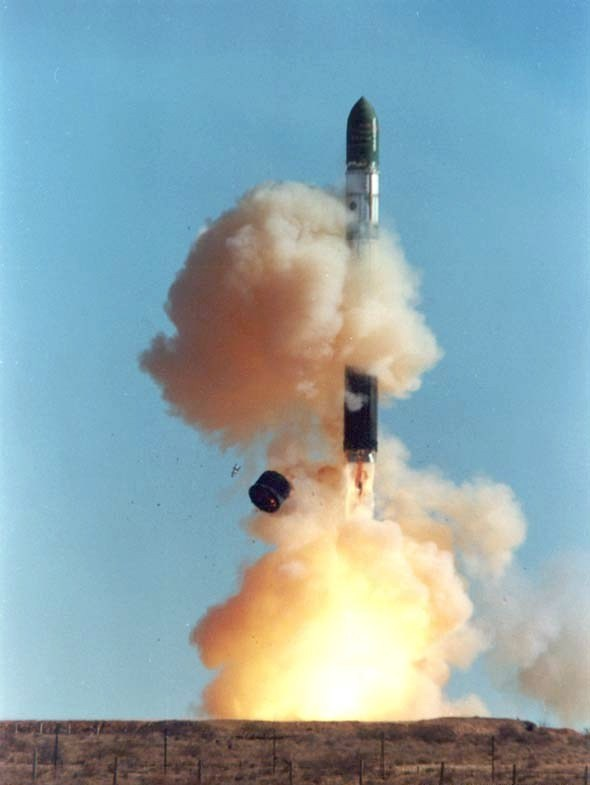
Р-36М2

Найпринциповішим моментом у виборі напрямку створення комплексу стало ухвалення рішення про розробку системи управління ракети на базі бортової цифрової обчислювальної машини, яка у поєднанні з цифровою наземною апаратурою, що розміщується на транспортно-пусковому контейнері, є центральним блоком управління, що обчислює всі математичні і логічні задачі з високою точністю, надійністю і швидкодією.
Застосування на ракеті цифрового обчислювального комплексу дозволило забезпечити:
- Вирішення повної навігаційної задачі і зменшення методичних помилок системи управління;
- Можливість підвищення точності стрільби визначенням та обрахуванням систематичних інструментальних похибок;
- Оперативне дистанційне перенацілення ракет у період бойового чергування з будь-якої зі заздалегідь запланованих цілей;
- Підвищення надійності бойового ракетного комплексу завдяки оперативному отриманню інформації про бойовий стан ракети, систем транспортно-пускового контейнеру і пускової установки, забезпечення можливості своєчасного виявлення і усунення несправностей;
- Повну автоматизацію управління всіма системами пускової установки, транспортно-пускового контейнеру і ракети при перебуванні комплексу на бойовому чергуванні і пуску ракети.

Прицілювання ракети за азимутом забезпечується повністю автономною системою (без використання наземної геодезичної мережі), в системі прицілювання використовуються автоматичний гірокомпас і квантовий оптичний гірометр, що розміщуються в пусковій установці. Система прицілювання забезпечує первинне визначення азимута базового напряму при установці ракети на бойове чергування і зберігання його в процесі бойового чергування, зокрема при ядерному впливі на пускову установку, і відновлення азимута базового напрямку після впливу.
Пропозиції розглядалися на Раді оборони СРСР в серпні 1969. Перспективність і обґрунтованість технічних пропозицій КБ «Південне» стали підставою для рішення доручити йому розробку обох модернізованих комплексів, що одержали позначення Р-36М і УР-100 з ракетами 15А14 і 15А15 відповідно.
Ескізний проект ракети 15А14 був розроблений у грудні 1969.
Ракета 15А15, ескізний проект якої був розроблений у вересні 1970, розроблялася і відпрацьовувалася з максимальним використанням технічних рішень, вже досліджених для ракети 15А14. Високий ступінь спадкоємності сприяв прискореним темпам відпрацювання ракети 15А15. Льотні випробування цих ракет почалися практично одночасно.

### Четверте покоління бойових ракет
Ракетні комплекси четвертого покоління створювалися як основа стратегічних ядерних сил для підтримки військово-стратегічного паритету на період 1990—2000 і як базові зі створення заходів протидії американській багатоешелонованій системі протиракетної оборони з елементами космічного базування.
При створенні цих комплексів відбувалося подальше вдосконалення тактико-технічних характеристик рідинних міжконтинентальних балістичних ракет і успішне завершення циклів багаторічних пошукових, експериментальних і дослідно-конструкторських розробок з твердопаливними міжконтинентальними балістичними ракетами.
Основним завданням було забезпечення невразливості при протистоянні ракетам з винятково високою точністю стрільби. Це зумовило появу нових для радянської практики напрямків:

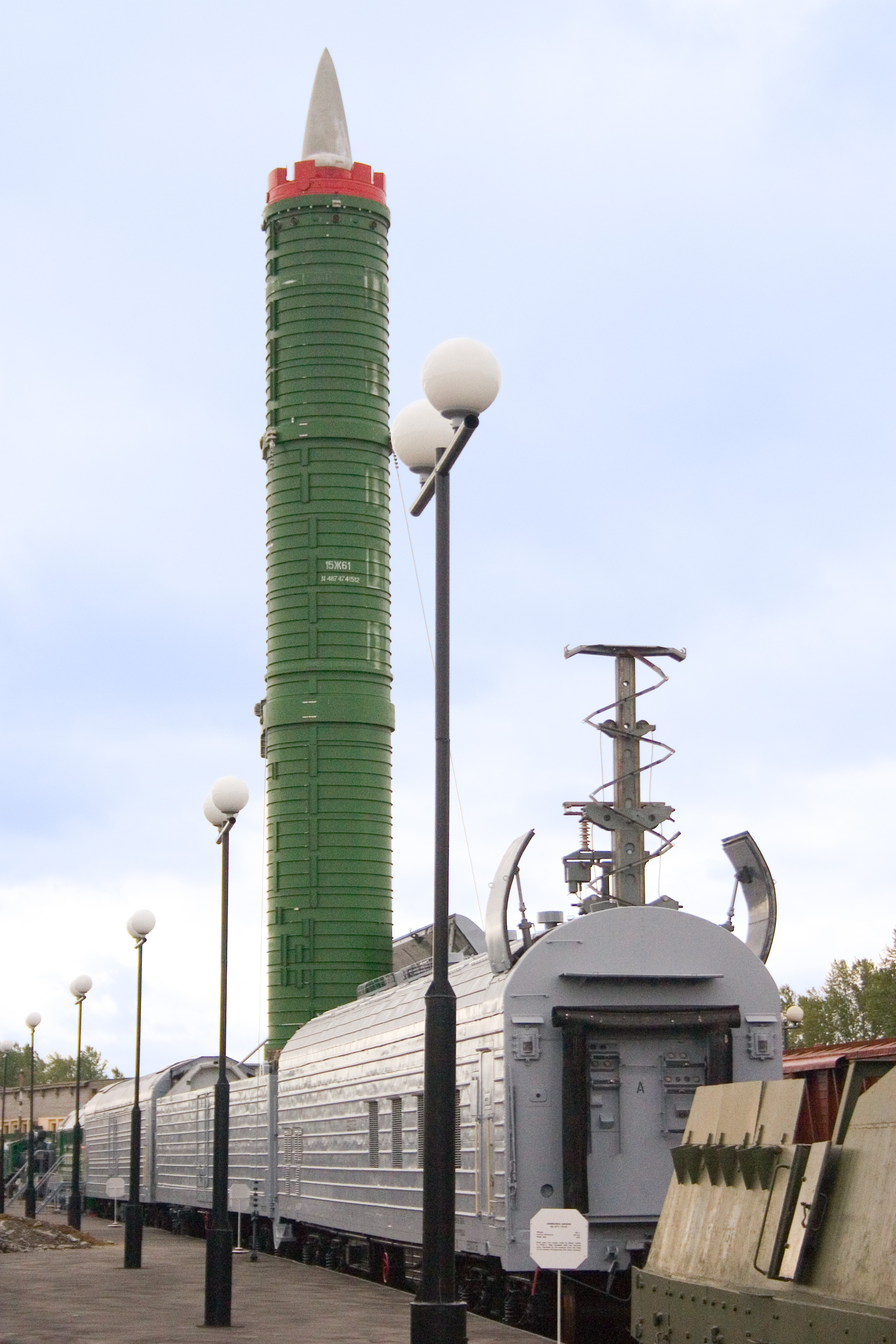
Ракета в складі залізничного ракетного комплексу

- Створення ракет, здатних стартувати безпосередньо в умовах впливу ядерного удару по позиційному району;
- Створення твердопаливних ракет мобільного базування, живучість яких досягалася б завдяки рухливості й невизначеності місця перебування.

Обидва ці напрями були реалізовані в розробках ДКБ «Південне». У них втілилися такі нові рішення:
- Система управління на основі стійкої елементної бази зі схемно-алгоритмічним захистом, що забезпечує працездатність при впливі ядерного вибуху;
- Багатофункціональне покриття по всій довжині ракети для захисту від вражаючих впливів;
- Постійно увімкнуті командні прилади, що забезпечило високу боєготовність;
- Прямі методи наведення, що забезпечують можливість розрахунку завдання в польоті;
- Системи терморегулювання, необхідні при безперервній роботі системи управління в пусковій установці;

На твердопаливних ракетах четвертого покоління впроваджені:
- Нові способи керування польотом: система «вдуву» камерного газу, сопло, що гойдається і відхилення головного відсіку;
- Складувані у вихідному положенні насадки розтрубів соплових блоків;
- Нові палива з унікальними енергетичними та експлуатаційними характеристиками та оптимальні форми зарядів на їхній основі;
- Оптимальні конструкції маршових твердопаливних ракетних двигунів (корпуси типу «кокон», центральні частково втоплені сопла);
- Нові конструкційні, теплозахисні і ерозійно-стійкі матеріали.

Розгортання цих комплексів стало основою для ведення переговорів з вироблення нової угоди з реального скорочення стратегічних наступальних озброєнь.

## Незавершені розробки
Деякі проектні пропозиції та роботи ДКБ «Південне» зі стратегічної зброї не були втілені як зразки, прийняті на озброєння РВСП, ВМФ і ВПС СРСР.
Не були сприйняті технічні пропозиції щодо рідинних ракет середньої дальності Р-22 та Р-24 і важкої міжконтинентальної балістичної ракети Р-46.
Для прискорення створення ракет Р-14 та Р-16 на стадії ескізного проекту були припинені і передані разом з проектно-конструкторською документацією до СКБ-385 роботи щодо ракет Р-15 системи Д-3 і Р-21 системи Д-4 для оснащення підводних човнів проекту 639.
Зважаючи на недоцільність, було припинено розробку бойового варіанту ракети Р-56 після випуску ескізного проекту.
Подальша розробка ракет легкого класу Р-37 на стадії ескізного проекту і Р-26 при виході на ЛКВ припинилася у зв'язку з ухваленням рішення про створення ракетних комплексів УР-100 і Р-36, Через недостатню, за оцінками ГУРВО, бойову ефективність після випуску ескізного проекту і виготовлення макету припинилися роботи з малогабаритної одноступеневої МБРР-38 [8К610].
З 1966 по 1973 неодноразово, з причин недостатньої ефективності бойового оснащення і високої вартості ракетних комплексів, відхилялися ескізні проекти ракет РТ-21 (15Ж41) з трьома варіантами базування і РТ-22 (15Ж43) зі залізничним і шахтним типами старту.
Тимчасові невдачі при льотно-конструкторських випробуваннях стали приводом для зупинки серійного виготовлення та припинення всіх робіт з ракетного комплексу РТ-20П з ракетою 8КЕ9. Вся робоча документація, проектно-методичні та звітні матеріали були передані Московському інституту теплотехніки, що розробляв ракету «Темп-2С» (15Ж42) за аналогічними тактико-технічними характеристиками.
Неодноразово змінювалися вимоги і до ракет комплексу РТ-23 (15Ж44 і 15Ж52), не прийнятих на озброєння, незважаючи на проведення повного циклу відпрацювання та льотно-конструкторські випробування з позитивними результатами.
Останніми незавершеними розробками бойових ракетних комплексів ДКБ «Південне» стали теми: «Кречет», «Спис-Р» та РТ-2ПМ2.
1991 були розроблені аванпроекти ракетних комплексів п'ятого покоління Р-36МЗ ("Ікар") і РТ-23М ("Єрмак"), але переговори за Договором ОСВ-2 і розпад СРСР зупинили їхню розробку.

## Бойові ракетні комплекси незалежної України
З набуттям незалежності Україною, балістичні ракети з ядерними бойовими блоками не вписувалися в концепцію оборонної доктрини країни. Тому ракети подібного класу були знищені.
Натомість в Україні залишалися на озброєнні оперативно-тактичні комплекси «Точка-У» та «СКАД». В ДКБ «Південне» стартували роботи над розробкою вітчизняного оперативно-тактичного ракетного комплексу.
З 2006 створюється багатофункціональний оперативно-тактичний ракетний комплекс «Сапсан» із дальністю стрільби не більше перевищувати 350 км.